# Адимаро
Адимаро (Adimaro O.S.B.Cas., также известный как Aldemarius, Aldemaro, Adhémar, Aldemar) — католический церковный деятель XI века. Стал бенедиктинцем в Монтекассино. Стал кардиналом-священником церкви Санта-Прасседе на консистории 1062 года.